# Masha Maiorano
Masha Maiorano (Monza, 24 maggio 1982) è un'ex cestista italiana.

## Carriera
Nasce cestisticamente nel Geas Basket dove gioca per 10 anni (dalle giovanili, in cui arriva due volte quinta ed una volta sesta alle finali nazionali, fino a vari campionati di B e alla promozione in serie A2 nella stagione 2001-02). Nella stagione 2002-03 approda a Broni, vincendo il campionato e ottenendo la promozione in serie A2, la seconda consecutiva.
Nella stagione 2003-04 viene acquistata dall'Ivrea (serie A2) centrando la salvezza. Nella stagione 2004-05 si trasferisce a Rovereto, dove debutta nel massimo campionato. Nella stagione 2005-06 passa alla neo-promossa Gescom Viterbo, ma a gennaio, consensualmente, viene ceduta alla Lavezzini Parma, società presso la quale rimane sino al 2008.
Con Parma raggiunge le final four di Eurocup , competizione in cui vince la classifica di miglior realizzatrice nel tiro da tre punti e da qui nasce il soprannome di Miss Tripla.
Si trasferisce in seguito alla Famila Schio; a gennaio passa alla Liomatic Umbertide, dove ottiene la salvezza. Nella stagione 2009-2010 arriva al Napoli Basket Vomero, riuscendo ancora una volta a centrare la salvezza dopo i play-out. Nel 2010-11 il Napoli vorrebbe confermarla, ma la Reyer Venezia Mestre Femminile le offre un biennale; alla fine del primo dei due anni in orogranata, vicissitudini varie portano alla non iscrizione della Reyer in A1 e Maiorano si ritrova svincolata. A metà settembre la Ginnastica Comense 1872 le propone un contratto a gettone fino ad ottobre, successivamente prolungato fino a Natale e poi fino al termine della stagione. La squadra raggiunge un traguardo inaspettato, la semifinale del campionato, venendo eliminata dalla Famila Schio nella decisiva gara 5. La stagione della consacrazione. Nel 2012 si trasferisce alla Cestistica Azzurra Orvieto. Alla fine della stagione approda al Cus Cagliari, sempre in A1.
A scadenza del contratto, decide di tornare "a casa" e si accorda con Costa Masnaga Archiviato il 12 gennaio 2019 in Internet Archive., che in quella stagione milita in A3. Porta la squadra alla promozione in A2 e gioca con la compagine bianco-rossa 2 campionati di A2 (2015-16, 2016-17), che culminano con la vittoria della Coppa Italia nella primavera del 2017. Nel frattempo sfocia la passione per l'allenato, quindi dal 2015 si divide tra campo e panchina, dapprima con le ragazze, poi nella stagione 2016-17 vira sui maschi prendendo gli U16 sempre di Costa Masnaga (che terrà anche l'anno successivo come U18, anno in cui decide di smettere di giocare per dedicarsi solo a quello). Nella stagione 2017-18 viene chiamata anche come assistente di Guido Saibene al Trofeo delle Regioni (annata 2004), con cui, insieme all'altro assistente Marco Bugana, vince il rinomato torneo. Nella stessa stagione viene affiancata sempre a coach Saibene nel percorso dei CTF (Centri Tecnici Federali) come primo assistente.
Dalla stagione 2019-20 ricopre il ruolo di Team Manager sempre nel Basket Costa, ormai sua seconda casa. E continua a coltivare la passione per il basket allenato, specializzandosi sulla fascia U13 ed esordienti (femmine).